# Gerty Theresa Cori
Pour les articles homonymes, voir Cori.
Gerty Theresa Cori, née Radnitz le 15 août 1896 à Prague et morte le 26 octobre 1957 à Saint-Louis, Missouri, États-Unis), est une biochimiste américaine d'origine austro-hongroise. Elle est la troisième femme — et la première Américaine — à  avoir reçu un prix Nobel de science après Marie Curie et Irène Joliot-Curie, et la première femme à recevoir le prix Nobel de physiologie ou médecine en 1947, honneur qu'elle partage avec son époux Carl Ferdinand Cori.

## Biographie
Née dans une famille de confession juive, elle est l'aînée des trois filles d'Otto Radnitz, un chimiste, et de Martha Radnitz. Elle est instruite par une précepteur à domicile jusqu'à l'âge de 10 ans, année où elle intègre un gymnasium pour filles. À 16 ans, elle décide de devenir médecin et veut s’inscrire à l'Université Charles de Prague mais elle n'a pas le niveau nécessaire en mathématiques, latin et chimie. Elle passe alors les deux années suivantes à rattraper son retard et est enfin admise en 1914 à l'âge de dix-huit ans,,.
À l'université, elle rencontre son futur époux Carl Ferdinand Cori, qu'elle épouse en 1920. Le couple part pour Vienne, où Gerty Cori travaille à l'hôpital Karolinen pour enfants et s'intéresse à l'insuffisance thyroïdienne congénitale. Refusant les compléments offerts par l'hôpital, elle est victime de xérophtalmie et doit partir à Prague se reposer chez ses parents pour rétablir sa vision. Au milieu des années 1920, le couple tente à tout prix de quitter l'Europe pour fuir la montée de l'antisémitisme. Ils proposent alors leur candidature au gouvernement des Pays-Bas pour aller travailler sur l'île de Java mais, avant que leur demande n'aboutisse, Carl Cori reçoit une proposition d'embauche de l'Institut d'État de Buffalo aux États-Unis, pour l'étude des maladies malignes. Il part en 1922 pour les États-Unis et elle ne le rejoint que six mois plus tard, après avoir obtenu un poste d'assistante en pathologie.
En 1929, après six ans de travaux, le couple reconstitue le cycle de synthèse du sucre dans le muscle et le foie, ce qui deviendra plus tard le cycle de Cori. Leurs travaux auront un impact sur l'utilisation de l'insuline, découverte quelques années plus tôt.
Malgré des recherches fructueuses — elle publie 11 articles seule et près de 50 avec son mari — elle n'obtient que des postes d'assistante jusqu'en 1946 en raison de la misogynie des chercheurs de l'époque aux États-Unis : à l'université de Rochester, on conseille à son mari de ne pas « ruiner sa carrière » en publiant avec elle ; celles de Toronto et l'université Cornell refusent de l'embaucher lorsqu'elles cherchent à engager son mari. Finalement, le couple part pour la Washington University School of Medicine à Saint-Louis en 1931, où il obtient un poste de professeur de Pharmacologie et où elle obtient un simple poste d'attachée de recherche en pharmacologie. Ce n'est qu'en 1946 qu'elle obtient une chaire de professeur, lorsque son mari prend la direction du département de biochimie.

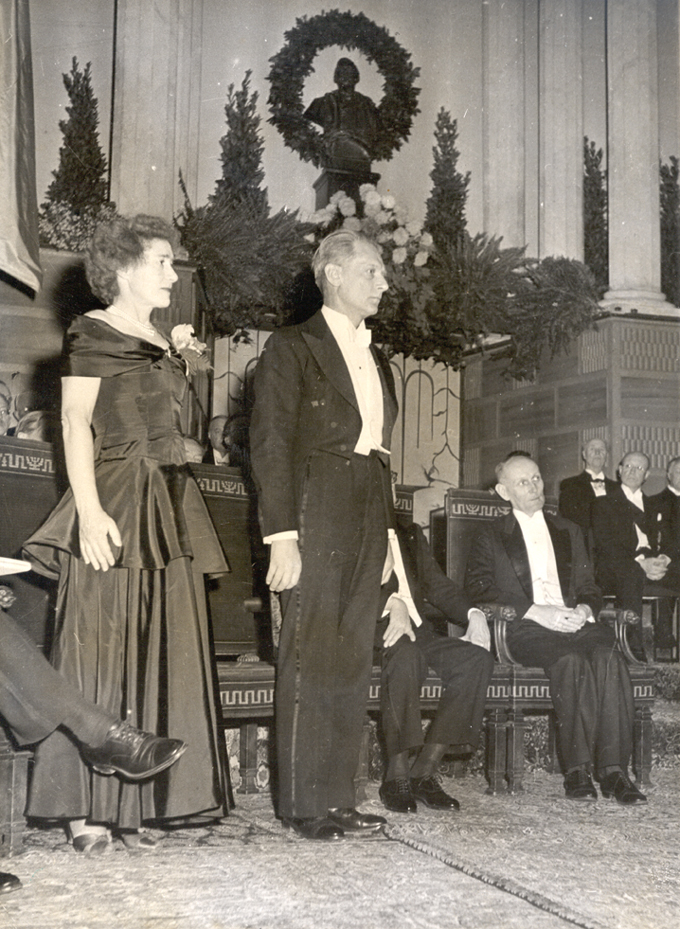
Gerty et Carl Ferdinant Cori recevant le Prix Nobel de physiologie ou médecine en 1947 à Stockholm.

En 1936, au cours de leurs recherches sur le glucose, ils découvrent le glucose-1-phosphate et mettent au point la description de la dégradation du glycogène en glucose. C'est la première étape de leur recherche qui mènera le couple à obtenir le Prix Nobel de physiologie ou médecine en 1947, en même temps que l'Argentin Bernardo Houssay : « pour la découverte du processus de conversion catalytique du glycogène ». Les trois sont récompensés pour leur travail sur la régulation de la glycémie et la découverte du cycle de Cori qui lie le métabolisme du muscle à celui du foie par l'intermédiaire de l'acide lactique, libéré par le muscle et transformé en glucose par le foie.
Quelques jours avant  qu'ils partent recevoir leur prix, on diagnostique à Gerty Cori une splénomégalie myéloïde, rare et irréversible. Malgré la maladie, elle continue de travailler au laboratoire, découvrant comment la perte ou le dysfonctionnement d'une enzyme peut causer des maladies. Elle meurt chez elle le 26 octobre 1957 à l'âge de 61 ans.

## Prix et distinctions
- 1947 : colauréate du prix Nobel de physiologie ou médecine avec Carl Ferdinand Cori et Bernardo Alberto Houssay[4]
- 1948 : récipiendaire de la Médaille Garvan-Olin[4]
- 1950 : lauréate d Sugar Research Prize[4]
- 1951 : lauréate du Borden Award[4]
- 1998 : cérémonie d'admission au National Women's Hall of Fame[9]

Elle est également nommée docteure honoraire en sciences des universités de Boston (1948), Smith College (1949), Yale (1951), Columbia (1954) et Rochester (1955).

## Hommages
- Un cratère lunaire est nommé en son nom[10].

- L'astéroïde (6175) Cori porte le nom de Carl Ferdinand Cori et Gerty Theresa Cori.